# Mark Gordon (producent)
Mark Gordon (Newport News (Virginia), 10 oktober 1956) is een Amerikaans film- en Televisieproducent.
Hij heeft gewerkt aan verschillende projecten, zowel als producent als uitvoerend producent, waaronder A Pyromaniac's Love Story, Speed, The Jackal en Saving Private Ryan. Ook was hij actief als uitvoerend producent bij televisieseries als Criminal Minds, Grey's Anatomy, Army Wives en Reaper.
Voor zijn werk voor Saving Private Ryan kreeg hij in 1999 een Oscarnominatie.